# 長安君 (前燕)
長安君（ちょうあんくん、生没年不詳）は、後燕の成武帝慕容垂の3番目の妻（生別）。姓は可足渾氏。前燕の文明帝慕容儁の皇后（景昭皇后）の妹である。

## 生涯
前燕の光寿2年（358年）、慕容垂の最初の妻の段氏が、景昭皇后に冤罪を着せられ、拷問の末に死亡した。その後、慕容垂は段氏の妹と再婚した。しかし皇后は慕容垂を段氏の妹と離婚させ、自分の妹の長安君と結婚させた。慕容垂は怒りをつのらせ、兄帝夫婦との関係が一段と悪化した。
369年、慕容垂は段氏の妹や息子らと共に、前秦の苻堅の下へ亡命し、可足渾氏とは離別した。

## 伝記資料
- 『晋書』載記
- 『十六国春秋』
- 『資治通鑑』